# Šógunát Ašikaga
Šógunát Ašikaga (japonsky 足利幕府, Ašikaga bakufu, 1336–1573) představoval feudální vojenský diktátorský režim vedený šóguny z klanu Ašikaga.
Tato éra je dobře známá pod pojmenováním období Muromači podle kjótské čtvrti, ve které si nechal 3. šógun Jošimicu zřídit svou rezidenci. Tato rezidence dostala přezdívku „Hana no Gošo“ (花 の 御所), neboli „Květinový palác“ (zbudován v roce 1379) pro nadbytek květin v jeho okolí.
Ašikagové si získali důvěru císařského dvora, když bojovali na jeho straně proti dosavadnímu šógunátu Kamakura. Díky tomu se také těšili daleko větší přízni císaře, než šógunové z předchozího období. A to i přes to, že byl jejich šógunát v porovnání s kamakurským a nakonec i tokugawským o něco slabší. Podíl na tom měla skutečnost, že zůstalo příliš mnoho vojenských možností a prostředků v rukou regionálních provinčních vládců – daimjóů. Vzhledem k tomu pak vliv Ašikagů sílil nebo slábl podle podpory jednotlivých klanů šógunskému stolci. Slabá centrální vláda nakonec rozepře mezi jednotlivými částmi země nedokázala pacifikovat a země upadla do téměř stoletého válčení – období Sengoku.
Vláda Ašikagů skončila pod náporem vojsk Nobunagy Ody, který roku 1573 vyhnal z Kjóta posledního šóguna Jošiakiho. Ten nalezl útočiště na západě, kde jej pod svá ochranná křídla ukryl klan Móri. Poslední významná zmínka se váže na Hidejošiho Tojotomiho, který vznesl požadavek, aby jej Jošiaki pojal za adoptivního syna. To by pro Hidejošiho znamenalo formální titul 16. šóguna z klanu Ašikaga. Jošiaki však odmítl. Potomci Ašikagů žijí v Japonsku až doposud.

## Počátky
Během období Kamakura (1185–1333) se klan Hódžó těšil absolutní moci nad Japonskem. Tento monopol na moc, jakož i nedostatek území na odměňování po porážce mongolské invaze, vedly k nelibosti mezi vazaly klanu Hódžó. Nakonec v roce 1333 císař Go-Daigo přikázal místním vládnoucím vazalům postavit se vládě klanu Hódžó ve prospěch císařské restaurace Kenmu.
Bakufu Kamakura nařídila Takaudžimu Ašikagovi povstání zastavit. Z důvodů, které jsou nejasné, ale pravděpodobně proto, že Ašikaga byl de facto vůdcem klanu Minamoto (který ztratil moc), zatímco klan Hódžó pocházel z klanu Taira, který klan Minamoto porazil, se Ašikaga obrátil proti bakufu Kamakura a bojoval za zájmy císařského dvora.
Po úspěšném svržení bakufu Kamakura v roce 1336 Takaudži Ašikaga založil svou vlastní bakufu v Kjótu.

## Severní a Jižní dvůr
Poté, co se Takaudži Ašikaga prohlásil šógunem, vznikl spor s císařem Go-Daigem o tom, jak zemi vládnout. Tento spor vedl Takaudžiho k tomu, že Jutahito, druhý syn císaře Go-Fušimiho byl prohlášen za císaře Kómjó. Go-Daigo utekl a země byla rozdělena na Severní dvůr (v přízni Kómjóa a Ašikagy) a Jižní dvůr (v přízni Go-Daiga). Toto období Severního a Jižního dvora (období Nanbokučó) pokračovalo 56 let až do roku 1392, kdy se Jižní dvůr vzdal a přijal nadvládu Jošimicua Ašikagy.

## Struktura vlády
I proto, že Takaudži Ašikaga založil svůj šógunát vedle císaře, na rozdíl od předchozího šógunátu Kamakura, se Ašikaga dělil o vládu s císařem výrazněji než šógunát Kamakura. To byl důvod, proč byl slabší než šógunát Kamakura nebo šógunát Tokugawa. Centralizovaný vazalský systém zavedený v šógunátu Kamakura byl nahrazen vysoce decentralizovaným systémem daijmjóů (lokálních pánů) a vojenská moc šógunátu Ašikaga silně závisela na loajalitě daimjóů.

### Zahraniční vztahy
V těchto dobách bylo rozšířeno pirátství, když japonští piráti, kteří se někdy zabývali i obchodem, napadali přímořské osady v Koreji a Číně. Číňané je označovali jako wakó („japonský zloděj“). Jošimicuovi Ašikagovi se podařilo wakó potlačit a Čína následně souhlasila s přijetím japonského poselstva a znovuotevřením obchodu, z čehož Jošimicuovi plynuly značné zisky.

## Pád šógunátu
Vzájemné spory daimjóů ve snaze o získání moci ve válce Ónin rostly, až vyústily do otevřeného válečného stavu v pozdním období Muromači, také známém jako období Sengoku.
Když byl poslední skutečný šógun Ašikaga Jošiteru zavražděn v roce 1565 ambiciózním daimjóem Nobunagou Odou, který se chytil příležitosti a ustanovil Jošiteruova bratra Jošiakiho Ašikagu patnáctým ašikagaským šógunem. Ale Jošiaki byl pouze loutkový šógun.
Ašikagaský šógunát byl úplně zničen v roce 1573, kdy Nobunaga vypudil Jošiakiho z Kjóta, když se ten ze zlosti, že nemá skutečnou moc, postavil proti svému patronovi. Nejprve Jošiaki uprchl na Šikoku. Následně Jošiaki hledal a dostal ochranu od klanu Móri na západě Japonska. Nakonec Hidejoši Tojotomi požádal Jošiakiho, aby ho přijal jako adoptivního syna a šestnáctého Ašikagaského šóguna, ale Jošiaki to odmítl.
Rodina Ašikaga přežila 16. století a její větev se stala daimjóy v oblasti Kicuregawa.

## Seznam šógunů dynastie Ašikaga
| #   | Obrázek | Jméno                       | Život     | Období vlády        | Císař                       | Poznámky                      |
| --- | ------- | --------------------------- | --------- | ------------------- | --------------------------- | ----------------------------- |
| 1.  |         | Takaudži Ašikaga 足利 尊氏  | 1305–1358 | 1338–1357           | Go-Daigo Go-Murakami        | první šógun z rodu Ašikaga    |
| 2.  |         | Jošiakira Ašikaga 足利 義詮 | 1330–1367 | 1358–1367           | Go-Murakami                 |                               |
| 3.  |         | Jošimicu Ašikaga 足利 義満  | 1358–1408 | 1368–1394           | Čókei Go-Kamejama Go-Komacu |                               |
| 4.  |         | Jošimoči Ašikaga 足利 義持  | 1386–1428 | 1394–1423           | Go-Komacu Šókó              |                               |
| 5.  |         | Jošikazu Ašikaga 足利 義量  | 1407–1425 | 1423–1425           | Šókó                        |                               |
| 6.  |         | Jošinori Ašikaga 足利 義教  | 1394–1441 | 1428–1441           | Go-Hanazono                 |                               |
| 7.  |         | Jošikacu Ašikaga 足利 義勝  | 1434–1443 | 1441–1443           | Go-Hanazono                 |                               |
| 8.  |         | Jošimasa Ašikaga 足利 義政  | 1436–1490 | 1443–1474           | Go-Hanazono Go-Cučimikado   |                               |
| 9.  |         | Jošihisa Ašikaga 足利 義尚  | 1465–1489 | 1474–1489           | Go-Cučimikado               |                               |
| 10. |         | Jošitane Ašikaga 足利 義稙  | 1466–1523 | 1490–1493 1508–1521 | Go-Kašiwabara               |                               |
| 11. |         | Jošizumi Ašikaga 足利 義澄  | 1481–1511 | 1495–1508           | Go-Kašiwabara               |                               |
| 12. |         | Jošiharu Ašikaga 足利 義晴  | 1511–1550 | 1521–1545           | Go-Kašiwabara Go-Nara       |                               |
| 13. |         | Jošiteru Ašikaga 足利 義輝  | 1536–1565 | 1545–1565           | Go-Nara Ógimači             |                               |
| 14. |         | Jošihide Ašikaga 足利 義栄  | 1538–1568 | 1564–1568           | Ógimači                     |                               |
| 15. |         | Jošiaki Ašikaga 足利 義昭   | 1537–1597 | 1568–1573           | Ógimači                     | poslední šógun z rodu Ašikaga |